# Роджер Кейсмент
Роджер Девід (Дейвід) Кейсмент, сер Роджер Девід Кейсмент CMG (англ. Roger David Casement, ірл. Ruairí Mac Easmainn, 1 вересня 1864, Дублін — 3 серпня 1916, Лондон) — британський дипломат, згодом діяч ірландського національно-визвольного руху.

## Ранній життєпис
Роджер Девід Кейсмент народився неподалік м. Дубліна, провів дитинство в передмісті Сандиков, у графстві Дан Лері — Ратдаун (провінція Ленстер). Його батьком був Роджер Кейсмент — протестант, капітан полку легких драгунів, а дідом — збанкрутілий комерсант із Белфасту Г'ю Кейсмент, який пізніше переїхав до Австралії. Капітан Кейсмент брав участь у Першій англо-афганській війні (1838—1842). Матір'ю Кейсмента була Ганна Джефсон з м. Дубліна. Роджер рано залишився без батьків: мати померла, коли йому було дев'ять років, а батько — коли було тринадцять. Кейсмент навчався у школі в Белімен. Він залишив школу в шістнадцять років і зайняв місце клерка в судноплавній компанії «Elder Dempster» в Ліверпулі.
У 1882 році вступив на службу до міністерства закордонних справ. Роджер був консулом у Мозамбіку (1895—1898), Анголі (1898—1900) та Конго (1901—1904).

## Конго
У 1903 році Кейсмент — британський консул у м. Бомі, був направлений британським урядом у Вільну державу Конго, яка була особистим володінням бельгійського короля Леопольда II, щоби розслідувати ситуацію з правами людини на цій території. Доповідь очевидця про зловживання відома як «Доповідь Кейсмента» була відправлена в 1904 році.
Після публікації доповіді Товариство з проведення реформ у Конго, очолюване журналістом Едмундом Деном Морелем, зажадало дій. Британський парламент вимагав переглянути рішення Берлінської конференції 1884 року, згідно з яким виникла Вільна держава Конго. Інші європейські держави, а також США надіслали дипломатичні ноти. Бельгійський парламент за ініціативи лідера соціалістів Еміля Вандервельда змусив Леопольда ІІ створити незалежну комісію. В 1905 р. комісія підтвердила висновки «Доповіді Кейсмента». 15 листопада 1908 року Вільна держава Конго перестала бути особистим володінням Леопольда і було створене Бельгійське Конго.
У 1905 році за роботу в Конго Кейсмент був нагороджений Орденом Святого Михаїла та Святого Георгія.

## Перу
В 1906 Кейсмент був призначений консулом в Бразилію, спочатку в Пару, потім в Сантус. Нарешті він став генеральним консулом у Ріо-де-Жанейро. Він приєднався до комісії, яка розслідувала злочини работоргівців Перуанської амазонської компанії, головою якої був Хуліо Сезар Арана. Він виявив у Путумайо в Перу ті ж порушення, що й у Конго. Кейсмент ще двічі був у цьому регіоні: у 1910 р. та у 1911 році. Деякі з тих, кого Кейсмент називав убивцями, потрапили під суд до Перу, інші втікли. Сам Арана не був ні в чому звинувачений, він зробив успішну політичну кар'єру та помер у Лімі у 1952 році.
У 1911 році Кейсмент отримав за діяльність із захисту індіанців титул лицаря-бакалавра.

## Ірландський революційний рух
Кейсмент пішов зі служби влітку 1913 року. У листопаді того року він брав участь у створенні військової організації Ірландських добровольців і разом з Оуеном Макнейлом написав маніфест Добровольців. У листопаді 1914 р. Кейсмент поїхав до США, щоби зібрати гроші для організації. Він зумів налагодити відносини з ірландськими націоналістичними організаціями США, зокрема з «Клан-на-Гаель».
У серпні 1914 року, після початку Першої світової війни Кейсмент і Джон Девуа зустрілися в Нью-Йорку з німецьким дипломатом графом фон Бернсторфом і запропонували взаємовигідний план: якщо Німеччина продасть зброю ірландцям і надасть офіцерів, вони піднімуть повстання і відвернуть на себе увагу британського війська.
У жовтні Кейсмент приїхав до Німеччини через Норвегію. Він представлявся послом ірландського народу. У листопаді вів переговори в Берліні з дипломатом Артуром Цимерманом та рейхсканцлером Теобальдом фон Бетманом-Гольвегом. Більшу частину часу він провів, агітуючи ірландських військовополонених із табору в Лімбурзі-на-Лані вступити добровольцями до Ірландської бригади. Під час війни він також брав участь у розробці планів індійського повстання проти Британії (англ. Hindu-German Conspiracy).
Робота в Німеччині виявилася невдалою. У квітні 1916 року Німеччина, яка ставилася до Кейсмента скептично, але вважала, що може отримати вигоду з ірландського повстання, надала лише частину необхідного озброєння (20 000 гвинтівок, 10 кулеметів) та жодного офіцера.
Німецька зброя так і не досягла Ірландії. Німецьке вантажне судно «Лібау», яке його транспортувало, хоча видавало себе за норвезьке судно «Aud Norge», перехопили. Вся команда складалася з німців, одягнених у норвезьку форму, і навіть книги були норвезькою мовою. Британці раніше перехопили німецькі повідомлення з м. Вашингтона та знали, що готується перевезення зброї. Команду разом із капітаном Карлом Шпіндлером затримав корабель «Bluebell» у п'ятницю на великодньому тижні. Німецьке судно супроводили до Квінтауна (нині м. Ков) 22 квітня.

## Арешт, суд і страта
Кейсмент нічого не знав про Великоднє повстання, коли план повстання розроблявся. Ірландське республіканське братство тримало його у невіданні. Кейсмент міг взагалі не знати, що плани розробляли не Добровольці, а члени Ірландського республіканського братства.
Кейсмент доручив особисті документи Чарльзу Карі, з яким зупинявся у Дісен-ам-Амерзеї у Німеччині. Він залишив країну на підводному човні разом із Робертом Монтейтом одразу після відправки зброї. 21 квітня 1916 року, за три дні до повстання, Кейсмент висадився в Ірландії, в районі Бана-Стренд. Хворий після подорожі, він залишився у Форті Макени (нині відомий як Форт Кейсмента) біля села Ардферт і згодом був заарештований за звинуваченням у державній зраді, саботажі та шпигунстві проти британської корони. Кейсмент встиг відправити послання до Дубліна, що німецької допомоги недостатньо. Ірландські добровольці могли допомогти йому, але отримали наказ від дублінського керівництва нічого не робити.
Кейсмента посадили до Тауера. У ході суду, що широко обговорюється, над Кейсментом у звинувачення виникли проблеми, оскільки злочин було скоєно в Німеччині, а середньовічний Акт про зраду (англ. Treason Act) діяв лише на британській землі. Проте суд скористався ширшим тлумаченням Акту. Апеляція після смертного вироку була невдалою. 3 серпня 1916 року, у віці 51 року Кейсмента повісили у в'язниці Пентонвіль у Лондоні.
Серед багатьох людей, які клопотали про поблажливість, були письменники Артур Конан Дойль, який познайомився з Кейсментом під час роботи в Товаристві з організації реформ у Конго, Вільям Батлер Єйтс та Джордж Бернард Шоу. Едмунд Дін Морел, якого засуджували за пацифістські погляди, не міг відвідати Кейсмента у в'язниці. З іншого боку, письменник Джозеф Конрад, син якого був на фронті, не міг вибачити Кейсментові зради. Члени сімейства Кейсментів пожертвували гроші у фонд захисту, хоча деякі члени сім'ї служили в армії.

## Особисте життя
Кейсмент не був одружений, що вважається доведеним фактом, бо він був гомосексуалом. Під час його арешту величезний резонанс отримали його «Чорні зошити» — особисті щоденники, де він відверто описував свої гомосексуальні пригоди. Ставлення до гомосексуальності було тоді однаково вороже в Англії та Ірландії, і цей документ сильно підірвав репутацію Кейсмента на Батьківщині. Пізніше деякі дослідники висловлювали думку, що щоденники були фальшивкою, створеною британською розвідкою, інші наполягали на їхній автентичності. У 2002 р. ретельна судова експертиза довела, що щоденники справді написав Кейсмент.

## Похорон
Тіло Кейсмента було поховано на тюремному кладовищі Пентонвіля. У 1965 році останки були перевезені до Ірландії і з усіма військовими почестями поховані на цвинтарі Гласневін у м. Дубліні. Президент Ірландії Еймон де Валера ігнорував поради своїх лікарів і відвідав церемонію, де було 30 тисяч осіб.

## Книги Кейсмента
- 1910. Roger Casement's diaries: 1910. The Black and the White. Sawyer, Roger, ed. London: Pimlico. ISBN 0-7126-7375-X
- 1911. The Amazon Journal of Roger Casement. Mitchell, Angus, ed. Anaconda Editions.
- 1914. The Crime against Ireland, and how the War may right it. Berlin: no publisher.
- 1914. Ireland, Germany and freedom of the seas: a possible outcome of the War of 1914. New York & Philadelphia: The Irish Press Bureau. Reprinted 2005: ISBN 1-4219-4433-2
- 1915. The Crime against Europe. The causes of the War and the foundations of Peace. Berlin: The Continental Times.
- 1916. Gesammelte Schriften. Irland, Deutschland und die Freiheit der Meere und andere Aufsätze. Diessen vor München: Joseph Huber Verlag. Second expanded edition, 1917.
- 1918. Some Poems. London: The Talbot Press/T. Fisher Unwin.

## Кейсмент у мистецтві
- В анонімній пісні ірландських бунтівників «Lonely Banna Strand» розповідається про роль Кейсмента у повстанні, про його арешт та страту.
- Кейсмент став прототипом лорда Джона Рокстона — персонажа роману Артура Конана Дойля «Загублений світ» (1912).
- Кейсмент з'являється у романі П'єра Бенуа «Дорога гігантів» (1922), де постає як шляхетний мученик.
- Вільям Батлер Єйтс написав вірш, вимагаючи повернення останків Кейсмента на Батьківщину. Брендан Бієн згадує цей вірш в автобіографічній книзі «Borstal Boy» (1958).
- Кейсмент — персонаж п'єси «Prisoner of the Crown» Річарда Херда та Річарда Стоктона, прем'єра якої відбулася 15 лютого 1972 року в Дубліні.
- У 1973 році на радіо Бі-бі-сі прозвучала постановка п'єси Девіда Радкіна про Кейсмента «Cries from Casement as His Bones are Brought to Dublin».
- У листопаді 2010 року вийшла друком художня біографія Роджера Кейсмента, написана Нобелівським лауреатом Маріо Варгасом Льосою — «Сон кельта» («El sueño del celta»). У російському перекладі книга вийшла у січні 2012 року у видавництві «Иностранка».